# Религия в Ливане

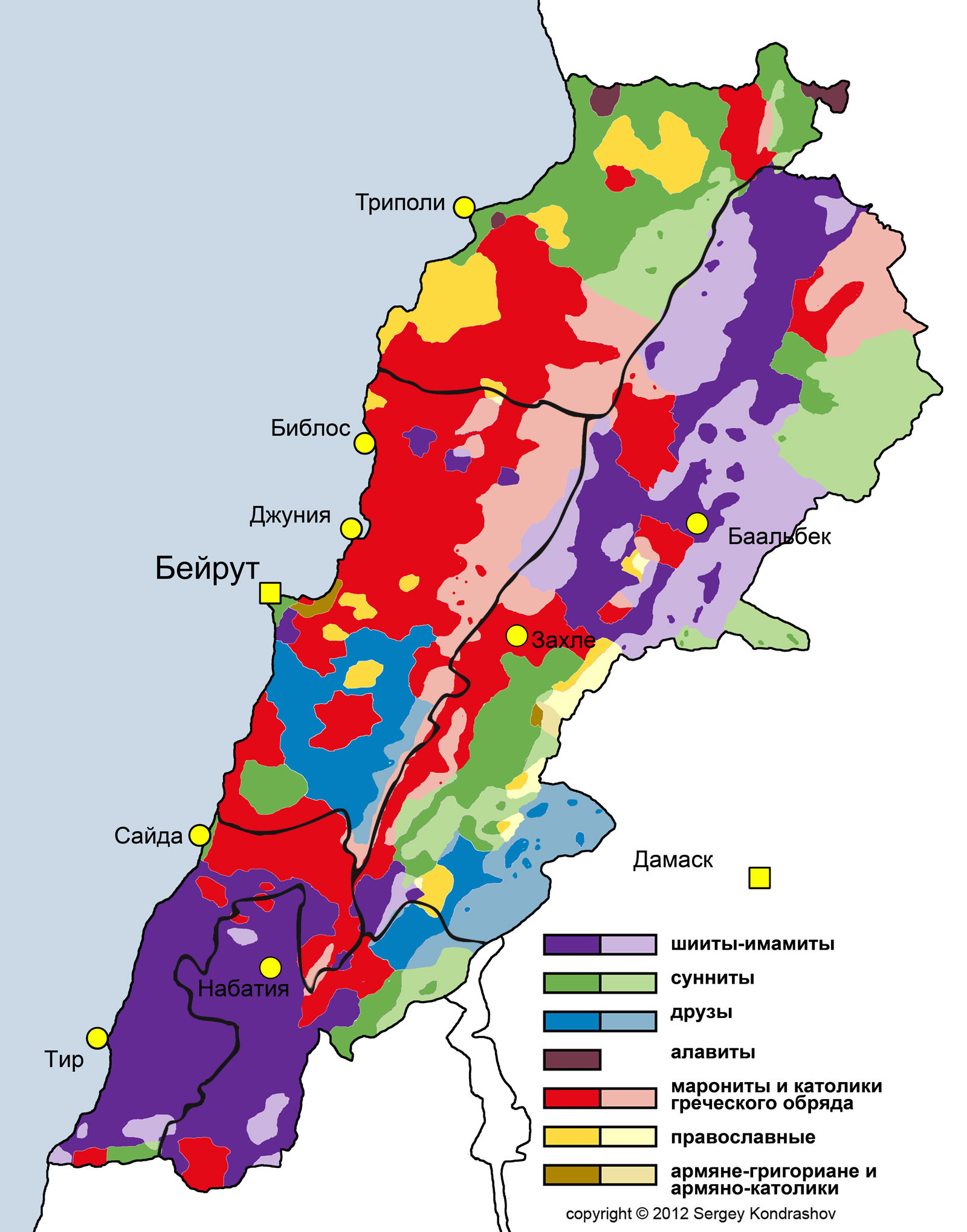
Территориальное распределение основных этноконфессиональных групп Ливана.

Религия в Ливане играет огромную роль во всех сферах жизни общества. Даже политическое устройство республики основано на конфессионализме, предполагающем организацию государственной власти в соответствии с делением общества на религиозные общины.
Ливан выделяется чрезвычайным религиозным разнообразием. Это единственное арабское государство, глава которого (Президент Ливанской Республики), согласно Конституции, является христианином (маронитом). Премьер-министр — мусульманин-суннит. Спикер парламента — мусульманин-шиит.
В Ливане существует множество различных религиозных общин. Разделение и соперничество между ними насчитывает не менее 15-ти веков и остаётся очень важным фактором и сегодня. Принципы мирного сосуществования мало изменились с VII в., но имели место и случаи этнических чисток (самый недавний в течение Ливанской гражданской войны), которые повлекли за собой значительные изменения политической карты страны.

## Конфессии
Ливан имеет самый большой процент христианского населения из арабских стран. И христианство, и ислам в Ливане представлены в виде множества разнообразных конфессий. Наиболее крупными общинами являются: суннитская, шиитская и маронитская. Любая статистика является весьма спорной, поскольку каждая религиозная община заинтересована в завышении числа своих приверженцев. Несмотря на споры о процентном соотношении конфессий, религиозные лидеры избегают проведения новой всеобщей переписи населения, из-за опасения, что это может вызвать новый виток межконфессиональных конфликтов. Последняя официальная перепись населения была проведена в 1932 году.
Религия традиционно является главным фактором в разделении ливанского населения. Разделение государственной власти между общинами и предоставление религиозным авторитетам судебной власти восходит к временам, когда Ливан входил в состав Османской империи. Эта практика была продолжена в течение французского мандата, когда христианским общинам были предоставлены привилегии. Эта система управления, хотя и является компромиссной, всегда вызывала напряженность в ливанской политике.
Считается, что христианское население с конца 1930-х гг. не имеет большинства в Ливане, однако лидеры республики не хотят менять баланс политической власти. Лидеры мусульманских общин требуют увеличить их представительство в органах власти, что вызывает постоянную межконфессиональную напряжённость, приведшую к ожесточённому конфликту в 1958 году (последовала американская военная интервенция) и к многолетней гражданской войне в 1975—1990 гг.
Баланс власти был слегка изменён Национальным пактом 1943 года, в котором политическая власть была распределена между религиозными общинами в соответствии с переписью 1932 года. Суннитская элита к тому времени стала более влиятельной, однако в системе власти продолжили преобладать христиане-марониты. В дальнейшем межконфессиональный баланс во власти был снова изменён в пользу мусульман. Мусульмане-шииты (сейчас это крупнейшая община) тогда увеличили представительство в госаппарате и обязательное христианско-мусульманское представительство в Парламенте было изменено от 6:5 до 1:1.
Конституция Ливанской Республики официально признаёт 18 религиозных общин, которые являются основными игроками в ливанской политике. Они имеют право управлять семейным правом в соответствии с их традициями. Эти общины являются неоднородными и внутри них существует политическая борьба.

### Список официально признанных религиозных общин
- Алавиты
- Антиохийская православная церковь
- Армянская апостольская церковь
- Армянская католическая церковь
- Ассирийская церковь Востока
- Друзы
- Евангельские христиане (включая баптистов и адвентистов седьмого дня)
- Коптская православная церковь
- Исмаилиты
- Иудеи
- Маронитская католическая церковь
- Мелькитская греко-католическая церковь
- Римско-католическая церковь
- Сирийская католическая церковь
- Сирийская православная церковь
- Сунниты
- Халдейская католическая церковь
- Шииты

## Примерная статистика
По данным CIA World Factbook
| Вероисповедание | %         | Вероисповедание | %         |
| --------------- | --------- | --------------- | --------- |
| Мусульмане      | 59,7      | Христиане       | 35 или 39 |
| Шииты           | 28 или 35 | Марониты        | 25,2      |
| Сунниты         | 25 или 28 | Православные    | 7,8       |
| Исмаилиты       | 5         | Остальные       | 9         |
| Остальные       | 1         | Иудеи           | 7         |

Другие религии: 1,3 %.

## Мусульмане
На данный момент в Ливане существует консенсус, что мусульмане составляют большинство населения республики. Наибольшей религиозной общиной страны является шиитская. Второй по численности — суннитская. Друзы, несмотря на небольшое количество, также имеют значительное влияние.
Ливан является единственной страной арабского мира где ислам не является господствующей религией. Ислам в Ливане представлен не только ортодоксальными, но и периферийными течениями.
Во многом благодаря им в Ливане сформировалась существующая там и поныне уникальная политическая и этноконфессиональная ситуация, потому что именно друзы, одна из шиитских сект, правили этой территорией многие столетия. Однако и сунниты, и шииты также сыграли важную роль в построении ливанского общества.

### Сунниты
Сунниты появились в Ливане во времена арабских завоеваний в VII в., однако светский национализм в среде ливанцев был довольно слаб, и арабизация греческого, сирийского и финикийского населения прошла довольно быстро, но не сопровождалась «суннитизацией». Население Ливана (до переселения армян) было практически однонациональным, но в высшей степени разноисповедным. Ислам пришёл в Ливан через осевших на его землях, в частности в крупных городах, воинов-мусульман и благодаря поселившимся в южных и северо-восточных районах страны арабоязычным племенам, в основном мусульманским, хотя некоторые из них исповедовали христианство.
По другим сведениям ливанские сунниты ведут своё происхождение от некогда обитавшей здесь племенной конфедерации Танух. Следует отметить изоляцию ливанских суннитов от остальных суннитов Ближнего Востока, существовавшую до недавнего времени.
Сунниты составляют около 21 % всего населения Ливана и играют важную роль в его политической жизни. При этом они не являются самой многочисленной мусульманской общиной Ливана, и проигрывают шиитам по количеству населения.
Согласно установившейся традиции, премьер-министр Ливанской Республики избирается из числа мусульман-суннитов. Эта община избирает в парламент около 20 своих депутатов.

### Шииты
До XX века шииты переживали период расцвета своей общины в Сирии в XVIII веке при знаменитом Шейхе Дагере-эль-Омаре, устроившем полунезависимый пашалык в Галилее во времена Османского владычества.
На протяжении многих веков шиитские роды жили на территории Ливана, но были немногочисленны, так К. Д. Петкович отмечает что «Гонимые и преследуемые, в XIX веке они перестали играть заметную политическую роль и ослабели. В настоящее время они не составляют даже самостоятельного племени, подобно другим ливанским их соседям.»
Сейчас шииты — самая многочисленная мусульманская община Ливана, она составляет 40 % населения страны. Они живут, главным образом, в долине Бекаа близ сирийской границы, а в Южном Ливане, районе Ливана, граничащем с Израилем, составляют 80 % населения. При этом эта этноконфессиональная общность имеет меньше всего политических прав, поскольку в момент написания конституции Ливана в 1926 году и создания её устной части — Национального пакта (1943 год), шииты составляли 18 % населения, поэтому их представительство в парламенте составляло 19 депутатов из 128, а единственный значимый пост, традиционно занимаемый шиитом — это председатель парламента. По причине неадекватного представительства этой крупной общины в структурах государственного управления, шиитская группировка создаёт многочисленные организации, часть из которых является легитимными партиями, борющимися за свои права по закону (например, партия «Амаль» Набиха Берри), другие же характеризуются многими источниками как фундаменталистские и даже экстремистские.
Шииты Южного Ливана стали костяком ливанской «Партии Аллаха» («Хезболлах»), которая считается США и рядом других стран террористической организацией, но в Ливане это — легитимная партия, представленная в ливанском парламенте (23 депутатских места). Ливанская Хезболлах вышла из одноимённой всемирной организации шиитов-двунадесятников, выступающей за исламское правление и введение шариата, так как это противоречит Конституции Ливана. «Хезболлах» Ливана формально открыта для граждан страны любого вероисповедания и благодаря финансовой поддержке Ирана (финансирующего и одноимённую всемирную партию, не действующую в Ливане) располагает системой СМИ, сетью социальных и благотворительных организаций по всему Ливану. Она является одной из важнейших общественно-политических и военных организаций в стране, обычно выступает в союзе с христианами Мишеля Ауна и партией «Амаль».

### Друзы
Учение друзов является одним из ответвлений крайнего шиизма, хотя сами представители этой общины зачастую не считают себя мусульманами. Учение друзов возникло в Египте при фатимидском халифе аль-Хакиме (996—1021). На престоле он проводил крайне противоречивую религиозную политику, заставляющую многих исследователей сомневаться в его психической уравновешенности. Вот что пишет о нём в своей работе К. Д. Петкович: «Он проклял в мечетях Каира первых мусульманских халифов, сподвижников Магомета, а спустя несколько дней отменил отлучение. Заставил евреев и христиан отступать от своей веры, потом приказал им опять вернуться к своему исповеданию. Для развлечения он повелел сжечь половину города Каира, а другую половину отдал на расхищение своим солдатам. Не довольствуясь этим, он воспретил мусульманам соблюдать их обычаи (Рамадан, Хадж, Салат и пр.), и наконец простёр своё сумасбродство до того, что велел поклоняться ему как божеству.»
В 1017 халиф аль-Хаким объявил себя воплощением Бога на земле и повелел соответственно чтить его. Этот год стал 1-м годом друзской религии.
В 1021 г. халиф таинственно исчез, существуют различные версии этого события. По одной, он был убит собственной сестрой Ситт-аль-Мулюк, которая стала регентом его сына и, фактически, полновластной правительницей Египта. Есть также версия, что аль-Хаким покинул Египет, опасаясь убийства, а потом принимал деятельное участие в организации друзской общины в Ливанских горах под именем Хамза аль-Хали, одного из главных вдохновителей движения за обожествление халифа.
Вероисповедание друзов заключается в своеобразном сочетании догматов ислама исмаилитского характера с элементами христианства, зороастризма и доисламских культов. Главный догмат их веры — единобожие, вера в обожествлённого аль-Хакима. Друзы верят в его второе пришествие, то есть в «скрытого имама».
Составной элемент их вероучения — вера в переселение душ, причём они считают, что души умерших друзов переселяются в тела рождающихся, а так как количество душ постоянно, то приём новых членов в общину не представляется возможным. Друзская община закрыта для входа (даавы) в неё с XI века. Друз не может сменить религию без потери национальной принадлежности. Друзом является только тот, чьи мать и отец принадлежат к друзской общине.
Для социальной организации друзов характерно разделение на посвящённых и непосвящённых, эндогамия, замкнутость и скрытность. Друзские священные тексты и некоторые элементы ритуала доступны только посвящённым, поскольку религия эта носит эзотерический характер. «От иноверцев же друзский закон должен скрываться тщательнее, чем „след муравья, ступающего по куску чёрного мрамора тёмной ночью“»
Друзы следуют принципу «тыкийи» («мысленной оговорки», когда человек говорит про себя, что он друз, но действует как адепт любой другой религии). Благодаря этому принципу друз, живущий среди враждебно настроенных иноверцев, может не отличаться от окружающих. Интересы общины являются первостепенными для друзов, ради них не считается предосудительным обманывать иноверцев.
Религиозный культ и обряды не занимают значительного места в повседневной жизни друзов. Они не выполняют предписаний шариата, едят свинину и пьют вино, не имеют мечетей и не придают никакого значении культу мёртвых, в связи с чем представляется сомнительной их принадлежность к исламу.
С переездом друзов из Египта с Сирию и после закрытия даавы, община друзов стала развиваться как важная политическая сила в средневековом Леванте. Друзские династии стали заключать союзы с разными внешними силами.
Друзская община управляла Горным Ливаном в течение многих веков. Династия Аль-Маани стала самым влиятельным кланом в Ливане после победы османов над мамлюками в 1516 потому что, согласно Ф. Хитти «вместе с завоевателями бросили вызов судьбе».
В любом случае, именно приход к власти Маанидов стал поворотным пунктом в друзской истории, расцвет влияния которых пришёлся на время правления эмира Фахр-ад-Дина II аль-Маани (1585—1633). За время его правления подконтрольная ему территория заняла почти всю современную Сирию, от края Антиохийской равнины на севере до Сафада на юге.
К 1667 году его племянник Ахмед Аль-Маани сумел восстановить власть клана Аль-Маани над маронитским районом Кесруан в центральном Ливане и в южных районах страны, создав эмират Маанидов, ставший ядром современного Ливана.
Друзы, равно как и марониты, сыграли важнейшую роль в образовании конфессиональной демократии в Ливане. После того, как друзские эмиры правили всем Горным Ливаном в течение нескольких столетий, политическое значение их общины несколько уменьшилось и к XX веку перестало быть столь всеохватным. Об этом свидетельствует количество их мест в парламенте (6 депутатов из 128), а также лишь 1-2 министерских поста, обычно это министры по делам перемещённых лиц, информации или сельского хозяйства.

## Христиане

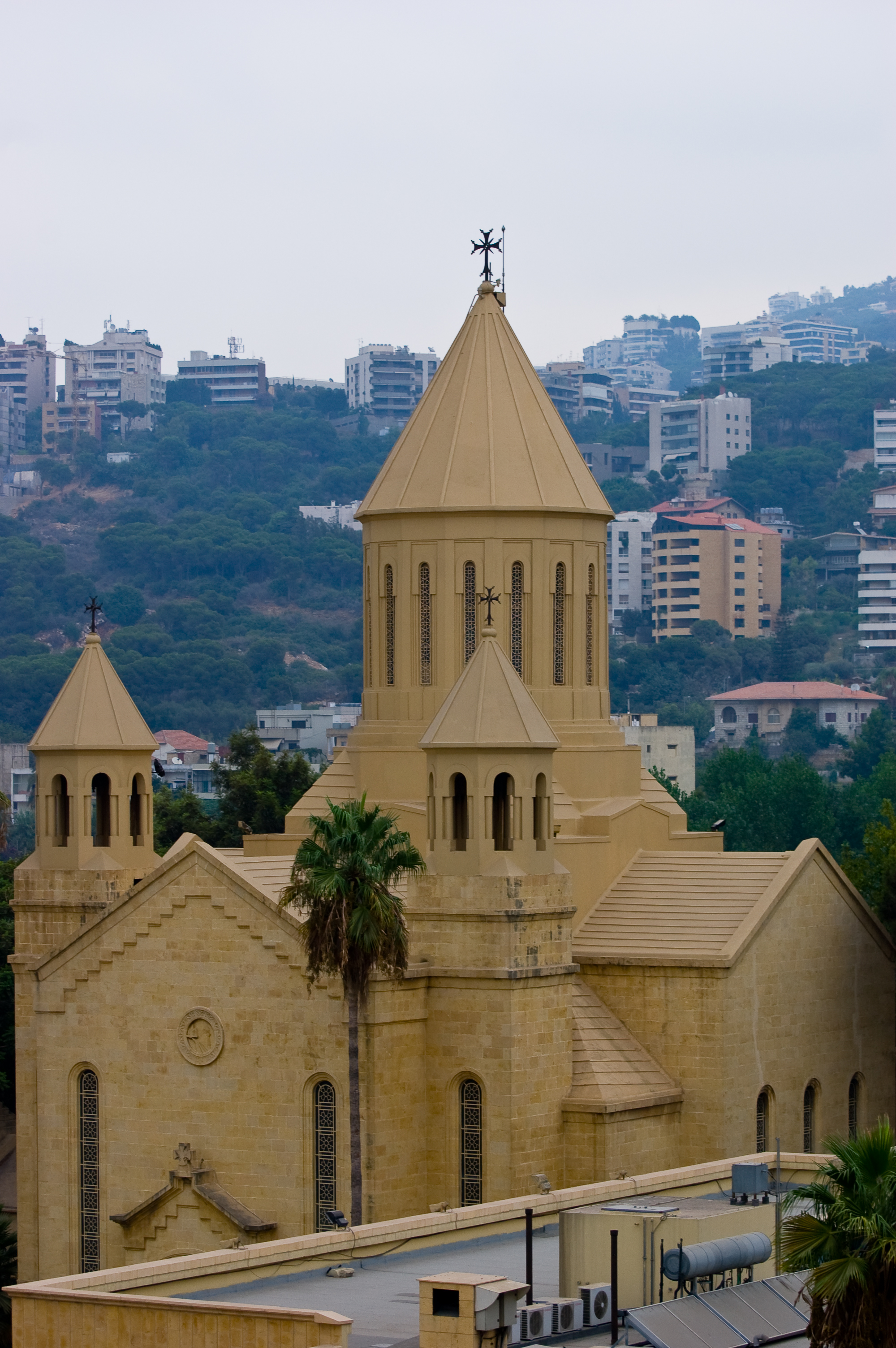
Армянский Собор св. Григория Просветителя в городе Антелиас, Ливан

Марониты — крупнейшая христианская община Ливана. Она имеет давнюю связь с Римско-католической церковью, но имеет своего патриарха, литургию и обычаи. Традиционно марониты имеют хорошие отношения с Западным миром, особенно с Францией и Ватиканом. Они до сих пор главенствуют в ливанском правительстве. Президент Ливана всегда выбирается из числа маронитов. Их влияние в последнее время уменьшается. Во время оккупации Ливана Сирией, она помогала суннитам и другим мусульманским общинам и оказывала сопротивление многим маронитам. Марониты в основном расселены в сельских районах, в значительной концентрации проживают в Ливанских горах и в Бейруте.
Греко-православные — вторая по численности христианская община. Она меньше связана с западными странами, чем марониты. Греко-православная церковь существует во многих странах арабского мира и её последователи нередко замечены в проарабских и просирийских настроениях.
Христиане стали появляться на территории современного Ливана ещё с первых веков н. э. Но гонения на них в этих землях продолжались до 324 года, когда римский император Константин Великий, сделавший христианство государственной религией, разгромил императора Лициния, правившего на Востоке, и объединил Римскую империю под своей властью. В конце V — начале VI века появляются ереси несторианства и монофизитства. Ереси жестоко осуждались на Церковных Соборах, что вынуждало их сторонников скрываться от преследований в труднодоступных областях. Для многих сект такой областью стал Горный Ливан.
Сейчас в Ливане проживает около 2 млн христиан (40 % населения), и это единственная страна арабского мира, где количество мусульман незначительно больше, чем христиан. Но, как пишет в своей книге иорданский принц Аль Хасан Бин Талал, «намного более значимым показателем, чем численность христиан в современном арабском мире, является их общественная, экономическая, культурная и в некоторых случаях политическая значимость. На протяжении XIX века христиане Оттоманской Сирии (нынешние Ливан, Сирия, Палестина, Израиль и Иордания) — в особенности протестанты и католики — униаты — играли ведущую роль в арабском возрождении в тот период. В это время из их числа выходит плеяда великих учёных и мыслителей, оказавших значительное влияние на возрождение арабского гуманизма и заложивших интеллектуальные основы национальной арабской идеи».
Рассмотрим крупнейшие из существующих в Ливане христианских конфессиональных общин.

### Марониты
Марониты — сторонники маронитской церкви, отделившейся от ортодоксального христианства во времена Византийской империи; состоят в унии с Римской католической церковью. Марониты этнически являются сирийцами-христианами. По наиболее распространенной версии, название «марониты» — производное от имени сирийского отшельника IV—V веков преподобного Марона (Маруна). Как пишет М. А. Родионов в своей работе «Марониты. Из этноконфессиональной истории Восточного Средиземноморья», о раннем периоде развития этой общины известно мало и сведения о жизни самого монаха Маруна следует считать полулегендарными. «О самом Маруне известно только со слов Феодорита, епископа города Кирра. Феодорит сообщает, что на вершине горы близ Кирра, прямо под открытым небом поселился отшельник Марун, изнурявший себя постами, лечивший страждущих, сажавший деревья и освятивший церковь на месте языческого храма.» После смерти почитаемого подвижника его скит превратился в огромный монастырь, вмещавший не менее 800 человек. Известно также расположение этого скита, превратившегося в конце IV в. в монастырь, — неподалёку от Антиохии, между Апамеей (Фамийа) и Эмессой (Хомс), где халкидонит миафелит Феодорит Кирский основал богословскую школу.
С VI века маронитский монастырь, обладавший обширной библиотекой, становится крупным центром духовной и культурной жизни Северной Сирии. Он стал оплотом халкидонитов, откуда велась полемика с сирийскими монофизитами-яковитами. Существует версия, что именно обострение отношений с яковитами вынудило большинство сторонников маронитства со второй половины VII века переселяться в труднодоступные ливанские горы, с которыми окажется связана вся их дальнейшая история. По другой версии, предложенной К. Д. Петковичем, переход в Ливан был в первую очередь связан с византийским и арабским преследованием маронитов.
Согласно утверждению Г. А. Шпажникова, по своим догматам марониты (до принятия унии c Римом) относились к христианско-богословскому учению монофелитов, согласно которому Христос имеет единую простую волю, хотя в нём признаются две природы: божественная и человеческая. В 680—681 гг. на Константинопольском вселенском соборе монофелитство было осуждено как ересь. Сирия в то время являлась частью Византии, и византийские императоры вскоре стали преследовать появившуюся в монастыре и в школе новую ересь, становившуюся всё более популярной.
По выражению К. Д. Петковича, российского консула в Бейруте в 80-х годах XIX в., «особенно отличался в этом отношении Юстиниан II (685—711), который разрушил вышеупомянутый монастырь и рассеял живших в нём монахов. Марониты оказывали сильное сопротивление вооружённою рукою и не раз брали верх над императорскими войсками своей храбростью, отвагою и религиозным фанатизмом».
В Ливане «они слились с туземцами и настолько окрепли, что могли дать отпор не только арабским завоевателям, но ещё, при союзе с князем Джибейли (древний Библос) распространить свои владения от Антиохии до Иерусалима». Там, в Ливанских горах, община окончательно потеряла связь с Константинопольской Патриархией, в связи с чем в 687 году был избран собственный патриарх Юханна Марун (ум. около 707). Он многое сделал для маронитской общины, чем способствовал укреплению её позиций в Ливане.
С приходом крестоносцев в конце XI века община вновь активизировалась и вышла на политическую арену за счёт расширения межкультурных контактов.
«Король Франции Людовик IV в письме, датированном 21 мая 1205 года, даровал маронитам свою протекцию. Значительно позже Людовик XIV в циркулярном письме от 28 апреля 1649 года повелевал дипломатам оказывать всю возможную поддержку маронитам и „обходиться с ними со всей вежливостью и уважением“» .
Марониты поддержали крестоносцев, многие из них даже сражались в рядах войск французского короля Людовика Святого. Часть европейцев ассимилировалась с маронитским населением, и даже после ухода большинства крестоносцев из Сирии в конце XIII века часть семей осталось в Ливане. Тем самым марониты упрочили свои отношения с Европой, в особенности с Францией, которая потом будет покровительствовать им на протяжении всей дальнейшей истории. Слились с маронитами и несториане.
В конце XII века началось сближение маронитской церкви и римского Св. престола. В 1580 г. Папа Григорий XIII основал в Риме специальную духовную семинарию для маронитского духовенства. С того времени Римский престол всерьёз заинтересовался маронитами.
Но только в XVIII веке все маронитские иерархи признали свою зависимость от римского папы. Это произошло одновременно с кардинальной перестройкой маронитской церкви под началом патриарха Саркиса ар-Риззи, который провёл собор прелатов. Решения этого собрания предусматривали признание основных положений католических соборов, упорядочение семейно-брачного кодекса (в частности, отказ от ортокузенных браков), введение юлианского календаря, отделение монахов от монахинь и тех и других от мирян.
Опасаясь обвинений в подготовке заговора, папские легаты вели переговоры с восточными христианами по возможности тайно. Посланцы папы выступали против окончательной арабизации маронитской церкви и за сохранение латыни в богослужениях.
Несмотря на значительное сближение с римским католичеством, культ и обряды маронитской церкви сохраняют много архаических христианских установлений и обычаев, во многом схожих с обрядами древних сирийских христианских общин. Арамейский язык считается литургическим, но наряду с ним в богослужении используется и арабский. Часть храмов использует заимствованный у несториан восточно-сирийский обряд.
Латинизация была чисто внешней и довольно непрочной оболочкой, прикрывавшей действительно глубокие изменения в маронитской церковной организации. Их суть заключалась в том, что на протяжении XVIII в. маронитская церковь превратилась в крупнейшего собственника земли в Ливане. До сих пор маронитские монастыри владеют обширными землями на территории Ливана, где находится резиденция маронитского патриарха.
Многие марониты на протяжении веков были крупными феодалами, поэтому в этой этноконфессиональной общности образовался слой зажиточных и богатых кланов, многие из которых ведут свою историю со времён крестовых походов. В то же время, большинство маронитов были простыми крестьянами.
Историческое значение маронитской церкви для истории Ливана было огромно. Именно под влиянием этой многочисленной (по ливанским меркам) христианской общины Ливан стал сильно отличаться от других арабских стран уровнем вестернизации и появлением демократических тенденций ещё во времена турецкого господства. Вся конфессиональная система управления, являющаяся уникальным феноменом для мировой политической истории, изначально сложилась, в основном, из сосуществования и противостояния маронитов и друзов, до XX века являвшихся самыми многочисленными и сильными общинами в Ливане.
Сейчас маронитская церковь является крупнейшей христианской общиной в Ливане, играет важную роль в политической жизни страны через представительство маронитов в парламенте, а также обладает собственными средствами массовой информации, школами и другими организациями. Президент Ливана — маронит.

### Греко-православные
Греко-православная церковь является древнейшей церковью Ливана. Её официальное название — Антиохийская православная церковь (в документах на арабском языке — Римский Православный Патриархат Антиохии и всего Востока) — автокефальная поместная православная церковь. Антиохийский патриархат — это один из четырёх древних Восточных патриархатов Византийской православной Церкви. По преданию, церковь была основана около 37 года н. э. в Антиохии апостолами Петром и Павлом. Несмотря на отделение на Халкидонском соборе Константинопольской патриархии, автокефалия Антиохийской церкви была подтверждена на Халкидонском вселенском соборе 451 года. В догматическом, обрядовом и культовом отношении Антиохийская православная церковь мало чем отличается от других православных церквей.
Как пишет в своей «Записке» К. Д. Петкович: «Православные поселились на Ливане вследствие тех же самых причин, кои побудили искать на нём убежища и другие народности или религиозные общины, то есть гонения и преследования за религиозные убеждения со стороны господствующей в Сирии религии».
Православные в Ливане не имели политических устремлений, однако, Международная комиссия 1861 г., по настоянию русского комиссара Г. Новикова, наделила православных в Ливане теми же правами, что и остальные народности, даровав им православную каймакамию в Куре на северо-западе Ливана.
Мусульманские правители Ливана преимущественно проводили политику веротерпимости, поэтому большая часть населения продолжала придерживаться христианской религии, но стала быстро подвергаться процессу арабизации. В Средние века почти все богослужебные книги и Библия были переведены на арабский язык, на нём же совершалось и богослужение.
Греко-православная церковь — вторая по величине христианская община в Ливане, составляющая около 8—11 % населения страны. В отличие от других крупных религиозных общин (например, друзов и маронитов) среди православных не было крупной феодальной знати. В основном, представители этой общины — крестьяне, а также ремесленники, служащие и мелкие торговцы. Православные интеллигенты Сирии и Ливана стояли у истоков арабского (но не панарабского, так как не считали Египет, кроме Синая с его православными святынями, Магриб, Аравийский полуостров частью будущего единого государства) светского национализма, ориентировались на поддерживавшую его Москву. Все палестинцы-христиане, как и арабы-христиане Израиля, кроме армян — тоже греко-православные. Во время гражданской войны, когда православные палестинцы и Москва оказались на стороне мусульман, православные Ливана не создали свою милицию, хотя часть православных воевали в милициях маронитов, но было много православных в составе Ливанской Коммунистической партии и Сирийской социал-национальной партии Ливана, которые воевали на стороне мусульман, палестинцев и их левых союзников. Православная христианская община Ливана в церковно-административном отношении подчинена антиохийскому патриарху, имеющему резиденцию в Дамаске. Отсюда, не только от связей с православными палестинцами и Москвой, — направленность этой общины на контакты с Сирией вплоть до идей объединения государств Сирии и Ливана. Только после начала беспорядков в Сирии они впервые основали свою политическую партию — все другие общины имели свои партии с момента независимости и ранее. У греко-православной общины есть свои представители в парламенте (около 11 человек).

### Греко-католики — мелькиты
Греко-католики — униаты, принадлежащие к одной из Восточно-Католических церквей. Слово «мелькит» происходит от сирийского «malko» — «царь, император».
Так приверженцы нехалкидонских церквей называли те Церкви древних патриархатов Александрии, Антиохии и Иерусалима, которые приняли Халкидонский Собор 451 года (византийские императоры также приняли постановления Халкидонского собора).
Мелькиты отделились от Антиохийской православной церкви в 1724 году. Как пишет В. И. Дятлов «Само формирование греко-католической общины в Сирии в XVIII в. стало во многом результатом крупных социально-экономических перемен в этой стране: роста торговли с Европой (только объём торговли Франции с Левантом вырос в XVIII веке в 4 раза), усиления приморских городов, развития в целом товарно-денежных отношений. Укрепление экономических и политических позиций Франции в Сирии, растущая активность католических миссионеров также воздействовали на этот процесс».
По мнению Т. Филиппа, возникновение этой конфессиональной общины стало следствием формирования «нового, арабоговорящего среднего класс, который осуществлял связь между Сирией и мировой экономикой».
По замечанию К. Д. Петковича «Хотя отпавшие епископы и избрали из своей среды патриарха с титулом Православного Патриарха Антиохии, тем не менее турецкое правительство долгое время не признавало ни униатского духовенства, ни униатской церкви, отдельной от православной. Только в 1827 году сирийские униаты были признаны».
Далее К. Д. Петкович описывает в своей работе, как мелькиты массово обращали православных в унию во времена египетского владычества в Сирии (1832—1841). Фактически, по мнению российского консула, это происходило обманным путём, так как обряд и одежда духовенства мелькитов практически не отличаются от православных, и верующие не замечали подмены. После ухода египтян православные церкви вернулись к своему обряду, а мелькиты стали всё чаще пользоваться маронитскими церквями для своих богослужений.
С самого начала эта община отличалась очень высокой экономической активностью. Но тем не менее, являясь малочисленной общиной, они не претендовали на политическое главенство. Несмотря на это, высокий уровень образования, знание нескольких иностранных языков и «природные способности» давали многим из них возможность с успехом занимать многие ответственные государственные посты.
Духовным главой греко-католиков Ливана является патриарх Антиохии, Александрии, Иерусалима и всего Востока. Он располагает двумя резиденциями, одна из которых находится в Египте, в городе Александрии, а другая в столице Сирии — Дамаске.
Представители этой общины составляют около 6 % населения Ливана и около 12 % ливанских христиан. Более 2/5 всех греко-католиков проживает в мухафазе Бекаа, из них подавляющее большинство в г. Захли, который является центром ливанских мелькитов.
По установившейся традиции мелькитская община избирает шесть своих депутатов в парламент.

### Армянская апостольская церковь
Четвёртой по числу приверженцев христианской церковью является Армянская апостольская церковь. Это — армянская национальная автокефальная церковь умеренно-монофизитского толка, принадлежащая к церквям дохалкидонской традиции, хотя именно установленный только Халкидонским собором Никео-Цареградский символ веры является единственным символом веры всех, кроме Армянской, этих церквей. Поэтому из всех из всех этих церквей только Армянская может быть по праву названа дохалкидонской, а остальные правильнее называть только антихалкидонитскими в смысле противостояния халкидонитам, но не Халкидонскому собору. Эти возникшие после Халкидонского собора церкви многие его решения, такие как распространение на всю Церковь Никео-Цареградского символа веры, исполняют более истово, чем собственно халкидониты. Армянская же церковь, вместе с богословие собора, более осуждает то, что на собор не были приглашены её представители, и собор не рассмотрел вопрос об оказании военной помощи Армении. Нерсес Шнорали показал, что поскольку в ортодоксальном богословии Армянской церкви «сущность» и «природа» не являются синонимами, в отличие от понимания греко-православными и севирианами, то при использовании в Халкидонском символе веры и его толкованиях только термина «сущность» богословие ААЦ, в отличие от богословия собственно антихалкидонитов, полностью соответствует Халкидонскому символу веры. С ним согласились Константинопольский патриарх и богословы Константинополя.
Некоторые мусульмане ошибочно считают армян нехристианами из-за того, что ААЦ в литургии во многие дни использует не общепринятый среди всех остальных христиан Никео-Цареградский символ веры, а Никейский символ веры с добавлениями, в основном, заимствованными из Никео-Цареградского символа, читаемого всегда находившимися в евхаристическом общении с ААЦ сиро-яковитами, но есть дни, когда и в армянских храмах читают только Никео-Цареградский символ веры.
Во главе Армянской Церкви стоит католикос всех армян, имеющий свою резиденцию в Эчмиадзине, под Ереваном, но ливанские армяне подчинены абсолютно независимому во всём, кроме вероисповедных вопросов — и то в теории, киликийскому католикосату, признающему за католикосом всех армян лишь первенство чести.
Армяне — самое многочисленное неарабское национальное меньшинство Ливана, составляющее около 6 % всего населения страны. Приверженцы ААЦ составляют около 4/5 армянского населения Ливана, или около 6 % всех жителей страны. Из них более 67 % проживает в Бейруте, около 25 % в городах мухафазы Горный Ливан. Армяне сохраняют свой язык, традиции, обычаи и имеют свои религиозные и культурные организации, школы, колледжи, периодическую печать и т. д. В парламенте армяне представлены несколькими депутатами.
В большинстве своём армяне переселились в эти области уже в XX веке спасаясь от геноцида, устроенного младотурками в 1915 году. Большинство армян в период с 1915 по 1924 г. были замучены и погибли, но некоторым удалось бежать в труднодоступные районы Османской империи, одним из которых традиционно был Ливан.
Имеется несколько армянских партий в Ливане: Гнчак — социал-демократическая партия, Рамкавар Азатакан — либерально-демократическая партия, Армянский Революционный союз Дашнакцутюн. Армяне, будучи единственным национальным меньшинством в Ливане (представители остальных конфессий преимущественно арабы), имеют представительство в Ливанском парламенте и выдвигают четырёх депутатов из 99.

### Сиро-яковиты
Яковиты — приверженцы умеренно-монофизитского толка. Эта община была образована в Месопотамии и Сирии в VI веке. Основателем церкви считается сирийский епископ Яков Барадеус (Барадей). Они входят в состав своей самостоятельной (автокефальной) церкви, во главе которой стоит патриарх Антиохии и Востока. В культовом и обрядовом отношении яковиты мало чем отличаются от православных, но сохраняют в своём обряде более древние обычаи. Он крестятся одним пальцем, знаменуя этим единство божие. Яковиты, исторически тесно связанные с Армянской апостольской церковью, признают единую богочеловеческую природу Христа. Но они не приняли православное исповедание Нерсеса Шнорали. Богослужение их западно-сирийского обряда совершается на арамейском языке, не понятном большинству прихожан.
На верующих наряду с белым духовенством большое влияние оказывают монахи. Являясь пятой по величине христианской общиной Ливана, в политической жизни современного Ливана сиро-яковиты не играют большой роли, они представлены в парламенте одним депутатом.

### Сиро-католики
Впервые идея об установлении церковного общения между Римом и сиро-яковитами возникла во времена крестовых походов, когда между латинскими и сирийскими епископами зачастую устанавливались хорошие отношения, однако к конкретным результатам эти контакты не привели.
Вторая попытка унии была предпринята на Ферраро-Флорентийском соборе, но она также не привела к реальному установления церковного общения, оставшись на бумаге.
Ситуация начала меняться в XVII веке. Отношения между Римом и сиро-яковитской церковью упрочились, кроме того в результате деятельности миссий иезуитов и капуцинов большое число сирийцев перешло в католицизм. В церкви возникло две партии — сторонников и противников унии. После избрания в 1662 году патриархом Андрея Ахиджяна, сторонника унии, церковь раскололась. После смерти Ахиджяна в 1677 году каждая из сторон избрала своего патриарха, что окончательно оформило раскол и появление отдельной от сиро-яковитской церкви восточнокатолической церкви. Сирийская католическая церковь приняла ортодоксальную христологию, отказавшись от миафизитства, но сохранив западно-сирийский литургический обряд. Андрей Ахиджян почитается сиро-католиками, как первый патриарх под именем Игнатий Андрей I.
После кончины второго патриарха церкви, Игнатия Петра VI, в 1702 году линия сирийских католических патриархов прервалась в условиях крайней враждебности Османской империи по отношению к католикам восточных обрядов. Большую часть XVIII века церковь просуществовала в подполье.
Возобновился сирийский католический патриархат в 1782 году, когда Синод Сиро-яковитской церкви избрал патриархом митрополита Алеппского Михаила Джарвиха. Вскоре после этого тот объявил себя католиком, бежал в Ливан и построил монастырь Богородицы в Шарфе, который существует до сих пор и считается духовным центром сиро-католиков. После Джарвиха (Игнатия Михаила III) линия сиро-католических патриархов уже не прерывалась.
В 1829 году Сирийская католическая церковь была признана властями Османской империи, и в 1831 году была построена патриаршая резиденция в Алеппо. Из-за преследований в 1850 году резиденция была перенесена в Мардин (южная Турция). Стабильный рост церкви за счёт сиро-яковитов был прекращён резнёй в Турции в начале XX века. В 1920-е года резиденция патриарха была перенесена в Бейрут, куда бежало множество верующих.
Обряды в сиро-католической церкви совершаются по западносирийскому ритуалу. Литургические языки — арамейский и арабский.

### Армяно-католики
Регулярные контакты Армянской церкви со Святым престолом начались ещё в эпоху крестовых походов. Первая уния с Римом была подписана в 1198—1199 гг. киликийскими армянами, но её действие было остановлено нашествием монголов в 1375 году.
В 1439 г. Флорентийский собор восстановил унию и активизировал деятельность армянских «братьев унии».
Армяно-католическая церковь отсчитывает свою историю с 1742 года, когда папа Венедикт XIV назначил епископа Алеппского Авраама Пьера 1 Ардзивяна патриархом армяно-католиков с кафедрой в Сисе.
В 1750 году кафедра была перенесена в Ливан, а после урегулирования территориальных споров между светской и церковной администрацией находилась в Константинополе с 1867 по 1928 год. С 1928 г. кафедра армяно-католической церкви находится в Бейруте.
По официальной статистике за 1951 г. армяно-католиков в Ливане насчитывалось 14 218 человек. По последней официальной переписи 1932 г. их насчитывалось 5 800.
Армяно-католики представлены одним депутатом в ливанском парламенте.

### Несториане
Несториане составляют особую христианскую общину. Обычно последователей их церкви называют по национальному признаку ассирийцами, а их церковь — ассирийской.
Несторианство — наиболее радикальная ветвь диофизитства — зародилось как богословское учение Церкви Востока и выходцев из неё на территории Византийской империи и особенно широкое распространение получило в Сирии и Месопотамии. Оформляться как отдельное от православия течение оно начало благодаря деятельности константинопольского патриарха Нестория в начале V века н. э. и борьбе с ним миафизитов. Учение Нестория было осуждено православным духовенством как ересь на Вселенском Соборе в Эфесе в 431 г. Ввиду особого почитания Девы Марии Церковью Востока Несторий вначале был осуждён также представителями Церкви Востока, но они отказалась осудить свои литургические особенности, которые также отстаивались Несторием, и представителей Церкви Востока не пригласили на собор.
В результате сторонники Нестория бежали на каноническую территорию Церкви Востока, и он считается одним из трёх греческих учителей этой церкви. Но после монгольских завоеваний в XIII—XIV веках несториане сохранились только в Иране, Ираке, Сирии, Ливане, Турции, Индии, США.
Основным пунктом догматического расхождения несториан с собственно православием (греко-православием) является их учение о евхаристии, делающее невозможным евхаристическое общение с ними. Но отличается и представление о природе Христа, они являются миафелитами, подобно другим древневосточным церквам, хотя и являются единственной диофизитской конфессией среди них. Они полагают, что до крещения Иоанном Крестителем Христа в нём человеческое естество преобладает над божественным. Мать Христа несториане вне богослужения обычно называют Владычицей Марией, а богородицей их клир называет с оговорками «по человечеству» и «в силу единства», причём оговорка «по человечеству» строго соответствует Халкидонскому символу веры. Несториане не знакомы с термином Нестория «Христородица», от которого отрёкся и сам Несторий, как и он не осуждают наименование Владычицы Марии богородицей простым народом. Более того, культ Девы Марии заимствован католиками и Русской православной церковью от духовенства Сирии, Палестины и Церкви Востока. Несторианами миафизиты называют не только собственно несториан, но также католиков и православных.
Несториане считали себя православными, и когда Лютер пытался восстановить Православие в западной церкви, он обратился к несторианам, заимствовал у них учение о евхаристии, которое стало особенностью всех протестантов в богословском смысле (к ним не относят англиканскую и епископальные церкви, методистов). В середине XVI в. несториане разделились на 2 независимые церкви. Одна из них, имеющая приверженцев в Сирии, стала называться «халдейской» и вступила в унию с Римом. Другая церковь осталась автокефальной, её представители имеются в Ливане, но не играют там существенной политической роли, так как их всего несколько тысяч. Но их восточно-сирийский обряд используется значительной частью маронитов, а арамейский язык ещё в 19 веке был языком маронитов. Не объединившиеся с маронитами впервые появились в начале 19 века, когда бежали от преследований ваххаббитов в Аравии, а сейчас, в основном, это — потомки беженцев из населённых также и курдами районов современных Турции и Ирака в ходе геноцида ассирийцев во время первой мировой войны и после неё, например, в Ираке курдами в 1933. Многие прибыли уже в наши дни после американского вторжения в Ирак в 2003.

## Другие религии
Остатки очень маленького иудаистского населения традиционно сконцентрированы в Бейруте. Оно было больше — большинство евреев покинуло страну после Шестидневной войны в 1967 году.
В последнее время добавились другие незначительные количества бахаистов, буддистов и индуистов из натурализованных иммигрантских семей.